# Glamorous
«Glamorous» es el tercer sencillo, extraído del álbum debut de Fergie, The Dutchess. Cuenta con la colaboración del rapero Ludacris en las voces y como compositor de la canción. El sencillo empezó su rotación por las radios de los Estados Unidos, el 23 de enero de 2007, y su videoclip, fue estrenado el 5 de febrero en TRL, dirigido por Dave Meyers. Fue utilizado en la serie de TV Gossip Girl.
Según Nielsen SoundScan, en agosto de 2012, el tema alcanzó los tres millones de descargas vendidas en Estados Unidos.
La canción se usó como base principal por el rapero estadounidense Jack Harlow en su tema "First Class"

## Información de la canción
Esta canción trata de la vida glamorosa de Fergie, agradeciendo a los fanes por hacer su sueño posible. Al final, la cantante vuelva a estar con su familia; ella piensa que es una persona normal a pesar de su vida glamorosa.

## Video musical
En el vídeo se muestra una estación en donde se ven barrios marginales. Allí se encuentra numerosos raperos, y a la cantante interpretando la canción en una fiesta. el video musical fue filmado del 26 al 27 de enero de 2007
En una estación distinta, se muestra a una Fergie millonaria y llena de lujos, volando en aviones privados y sirviéndose champán. 
Después de esto, se la ve junto al rapero Ludacris grabando una secuencia de una película que es claramente un guiño a Bonnie y Clyde, y al terminar de rodar, cuando está subiendo de nuevo al avión, abre un reproductor de vídeo en el avión recordando en su estancia en estos barrios.
La cantante, frustrada, se da cuenta de qué realmente toda su riqueza no le sirve de nada, y recuerda los consejos que le dio su padre, los barrios y la gente con la que creció, y finalmente se ve un plano exterior del avión.

## Posicionamiento en listas
| Lista (2007)                           | Posición más alta |
| -------------------------------------- | ----------------- |
| Alemania (Offizielle Deutsche Charts)  | 16                |
| Australia (ARIA)                       | 2                 |
| Australia (ARIA Urban Singles)         | 1                 |
| Austria (Ö3 Austria Top 40)            | 25                |
| China (Top 20 Singles)                 | 9                 |
| Bélgica (Flandes) (Ultratop 50)        | 14                |
| Bélgica (Valonia) (Ultratop 50)        | 19                |
| Canadá (Canadian Hot 100)              | 12                |
| CEI (Tophit)                           | 13                |
| Croacia (HRT)                          | 10                |
| Dinamarca (Tracklisten)                | 23                |
| Escocia (Scottish Singles Sales Chart) | 11                |
| Eslovaquia (Rádio Top 100)             | 5                 |
| Estados Unidos (Billboard Hot 100)     | 1                 |
| Estados Unidos (Adult Top 40)          | 24                |
| Estados Unidos (Hot Dance Club Songs)  | 1                 |
| Estados Unidos (Hot R&B/Hip-Hop Songs) | 41                |
| Estados Unidos (Mainstream Top 40)     | 2                 |
| Estados Unidos (Rhythmic)              | 3                 |
| Finlandia (OFC)                        | 7                 |
| Francia (SNEP)                         | 32                |
| Hungría (Rádiós Top 40)                | 2                 |
| Irlanda (IRMA)                         | 3                 |
| Países Bajos (Dutch Top 40 Tipparade)  | 2                 |
| Países Bajos (Mega Single Top 100)     | 60                |
| Nueva Zelanda (Recorded Music NZ)      | 9                 |
| Reino Unido (UK Singles Chart)         | 6                 |
| Reino Unido (UK R&B Chart)             | 1                 |
| República Checa (Rádio Top 100)        | 22                |
| Rusia (Airplay Chart)                  | 5                 |
| Suiza (Schweizer Hitparade)            | 38                |